# Putto

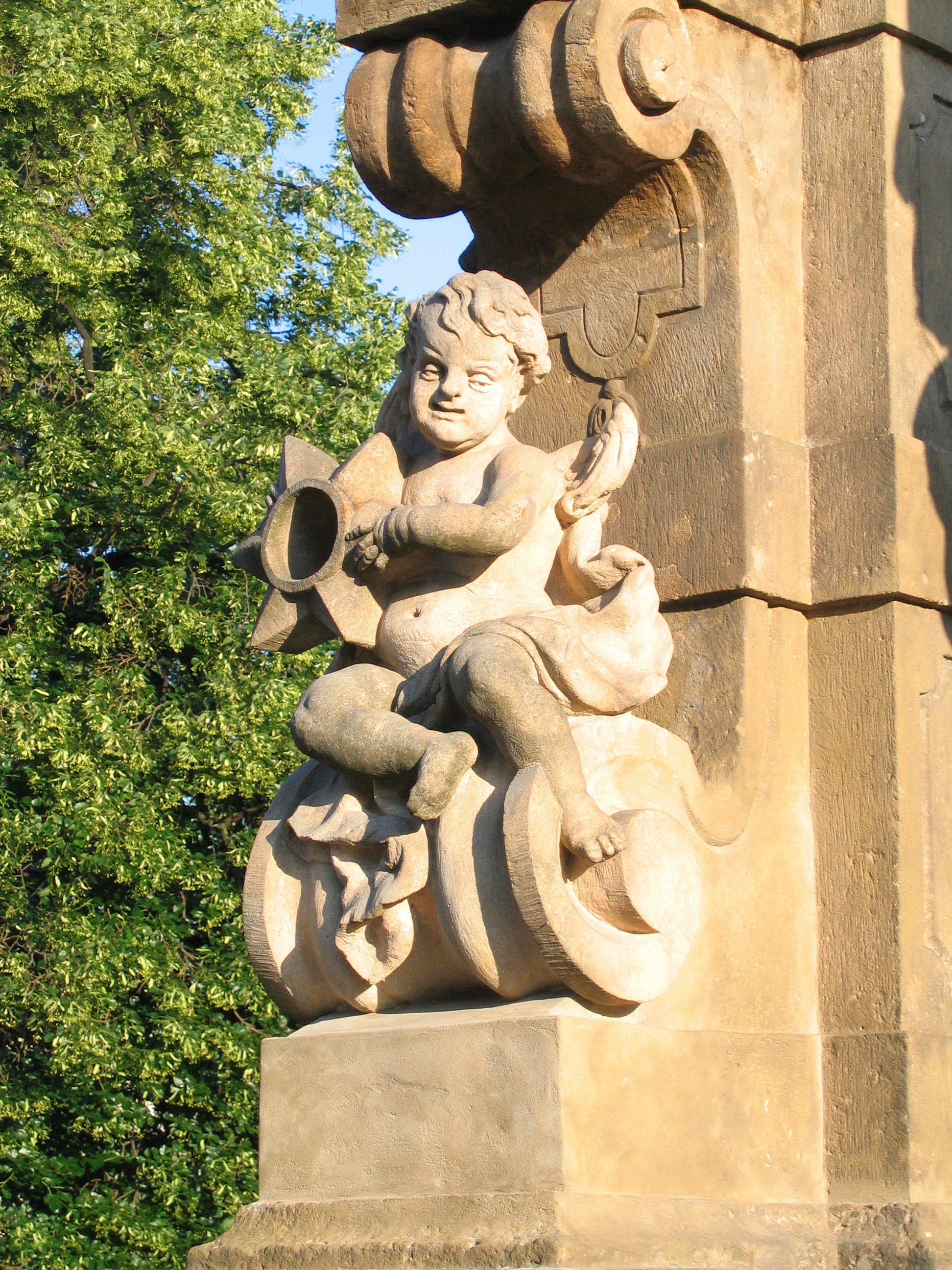
putto; detail mariánského sloupu M. B. Brauna v Jaroměři

Putto (mn. č. putti, italsky děťátko), též amoret je nahé dítě podobné andílku, ale obvykle bez křídel. Jde o oblíbený dekorativní prvek v období baroka, rokoka i v historických slozích 19. století. Vzniklo jako renesanční obdoba antických Amorů (erotů) a středověkých andílků. Symbolizuje dítě nosící roh hojnosti.